# Karabin ČZ 700
Karabin wyborowy ČZ 700 – czeski karabin wyborowy. Na podstawie karabinu CZ 700 Sniper powstała wersja poddźwiękowa CZ 700 Sniper Subsonic.
CZ 700 jest karabinem powtarzalnym z zamkiem ślizgowym czterotaktowy. Nie posiada integralnego celownika, lecz szynę do montażu wybranego celownika optycznego. Do karabinu CZ 700 Sniper Subsonic stosowana jest specjalna amunicja.